# Apóstoles (kommunhuvudort i Argentina)
Apóstoles är kommunhuvudort i Argentina.   De ligger i provinsen Misiones, i den nordöstra delen av landet, 800 kilometer norr om huvudstaden Buenos Aires. Apóstoles ligger 179 meter över havet och antalet invånare är 26 876.
Terrängen runt Apóstoles är huvudsakligen platt. Apóstoles ligger uppe på en höjd. Apóstoles är det största samhället i trakten.
Omgivningarna runt Apóstoles är huvudsakligen savann. Runt Apóstoles är det ganska tätbefolkat, med 185 invånare per kvadratkilometer.